# Jan Cholewa (matematyk)
Jan Władysław Cholewa (ur. 1966) – polski matematyk, profesor nauk matematycznych, nauczyciel akademicki Instytutu Matematyki na Wydziale Matematyki, Fizyki i Chemii Uniwersytetu Śląskiego.

## Życiorys
Maturę uzyskał w III Liceum Ogólnokształcącym im. Adama Mickiewicza w Katowicach. W 1990 po studiach na Wydziale Matematyki, Fizyki i Chemii UŚl uzyskał tytuł magistra matematyki, w 1993 otrzymał tam stopień doktora nauk matematycznych w oparciu o rozprawę pt. Semiliniowe równania paraboliczne wyższych rzędów napisaną pod kierunkiem prof. Tomasza Władysława Dłotko. Stopień doktora habilitowanego nauk matematycznych w zakresie matematyki, specjalność równania różniczkowe otrzymał w 2000 uchwałą Rady Wydziału Wydziale Matematyki, Fizyki i Chemii UŚl w oparciu o dorobek naukowy oraz rozprawę pt. Global Attractors in Abstract Parabolic Problems (Globalne atraktory w abstrakcyjnych równaniach parabolicznych). Profesorem nauk matematycznych został w 2009. W latach 2002–2005 był prodziekanem Wydziału Matematyki, Fizyki i Chemii UŚl.
Swoje prace publikował m.in. w „Journal of Mathematical Analysis and Applications”, „Journal of  Differential Equations”, „Nonlinear Analysis. Theory, Methods & Applications” oraz „Transactions of the American Mathematical Society".

## Odznaczenia
- Brązowy Krzyż Zasługi (2010)[4]